# Umberto Klinger
Umberto Klinger (Saluzzo, 3 agosto 1900 – Venezia, 26 gennaio 1971) è stato un aviatore, politico e imprenditore italiano.
Su incarico di Italo Balbo, ministro dell'aeronautica dal 1929 al 1933, ha presieduto e organizzato la prima società aerea di bandiera italiana.

## Biografia
Volontario nelle truppe d'assalto alpine durante la prima guerra mondiale, ha partecipato successivamente all'impresa di Fiume.

### Durante il Ventennio

Al centro Gabriele D'Annunzio, alla sua sinistra Umberto Klinger. Fiume 1919

Umberto Klinger con Italo Balbo, Ferrara 1926.

Fu amico di Italo Balbo, e fece parte, a Ferrara, di un gruppo ristretto di suoi collaboratori, tra i quali Nello Quilici e Renzo Ravenna. Partecipò al progetto "La ricostruzione economica della provincia di Ferrara", firmato insieme allo stesso Balbo e a Vittorio Cini e fu federale della città. Curò l'organizzazione della Ala Littoria S.p.A., prima compagnia aerea di bandiera italiana a capitale pubblico, frutto della fusione di sei società private.
Eletto deputato nel 1934 per la XXIX legislatura, intervenne sui problemi dell'aviazione civile, in particolare sui ritardi nell'organizzazione di una linea atlantica raccomandata da Balbo prima di assumere l'incarico di governatore della Libia. Nella posizione di presidente e di amministratore delegato curò l'espansione delle reti mediterranee, del Nord Europa e l'attuazione di regolari collegamenti commerciali tra la madre patria e le colonie del Corno d'Africa. La realizzazione di una estesa aviazione civile; l'Ala Littoria divenne la prima per chilometri volati tra le compagnie aeree operanti nel continente africano. Curò i collegamenti con la Spagna con base a Tetuan.
Nel 1938, insieme al comandante Carlo Tonini, effettuò con un CANT Z.506 la doppia traversata dell'Oceano Atlantico in vista dell'avvio della linea commerciale con l'America Latina. Nell'ambito del progetto inviò esperti all'Isola del Sale, nell'arcipelago di Capo Verde, per studiare la possibilità di installarvi uno scalo intermedio, e a Buenos Aires per verificare la convenienza di utilizzare i voli della Corporación Sudamericana de Servicios Aéreos come collegamento tra i centri dell'entroterra argentino e dei Paesi limitrofi con la linea atlantica italiana.
Partecipò alla seconda guerra mondiale nella Regia Aeronautica con il grado di tenente colonnello pilota della riserva, ottenendo cinque medaglie d'argento, di cui una concessa sul campo. Il 22 agosto 1940 esegue una missione su un Savoia-Marchetti S.M.79 della 6ª Squadriglia dell'Aeroporto di Benina bombardando da 4.000 metri obiettivi una zona interna del porto di Alessandria d'Egitto. Effettuò il primo collegamento aereo di guerra con il viceré d'Etiopia, Amedeo Duca di Aosta, in Addis Abeba.
Con altri voli notturni su deserti e territori nemici, stabilì rotte di un ponte aereo per il rifornimento della colonia, precluso dalla chiusura del canale di Suez. Seguirono il comando del 114º Gruppo Autonomo di Bombardamento Terrestre, l'incarico di capo di stato maggiore dei Servizi Aerei Speciali che aveva il compito di rifornire i reparti italiani in Tunisia, e l'organizzazione di operazioni speciali di paracadutisti. Pilota esperto, ebbe al suo attivo oltre 4 600 ore di volo ai comandi di diversi tipi di velivoli, di cui 940 in tempo di guerra.
Secondo quando riportato da Renzo De Felice, il 25 luglio 1943 Benito Mussolini lo avrebbe nominato ministro dell'aeronautica se il re Vittorio Emanuele III, dopo il loro incontro a Villa Savoia, gli avesse rinnovato la fiducia. Dopo l'armistizio, non aderì alla Repubblica Sociale e dovette nascondersi a Roma fino alla fine della guerra.

### Nel secondo dopoguerra
Dopo il conflitto ha ricostruito e diretto le Officine Aeronautiche di Venezia. Nello stesso periodo ha organizzato quattro società aeree di cui due straniere.
Klinger accettò l'invito dell'Amministrazione Comunale e del Governo a rilevare e a ricostruire lo stabilimento delle Officine Aeronautiche del Lido di Venezia, appartenute all'Ala Littoria, distrutte dai Tedeschi in ritirata. Impegnando le sue scarse risorse, insieme al fratello Luigi, fondò le Officine Aeronavali di Venezia. Divennero suoi clienti società italiane e straniere, pubbliche e private, attratte dalla capacità delle Officine di ristrutturare e revisionare grandi velivoli.
Organizzò al contempo quattro società aeree: la SAIDE egiziana, la LIA libanese, le italiane Aeralpi per il trasporto interregionale, la Società Aerea Mediterranea per il trasporto charter e per lo sviluppo del turismo aereo popolare. Importanti imprese americane stabilirono rapporti con l'industria veneziana. Il grande aviatore Chalmers Goodlin (1923–2005), interessato al commercio di aerei, si stabilì per molti anni al Lido instaurando con Klinger una fattiva collaborazione.
Verso la fine degli anni sessanta il persistente ritardo nei pagamenti da parte soprattutto delle istituzioni pubbliche determinò una crisi finanziaria per l'impresa con la conseguente impossibilità di onorare gli obblighi verso i dipendenti. Esauriti i tentativi di ottenere in tempo utile la liquidazione dei crediti, Klinger si suicidò il 26 gennaio 1971. Il giorno prima si era recato a Roma per ottenere il pagamento dei crediti maturati in quanto impossibilitato a pagare i salari dei circa 500 lavoratori delle Aeronavali che nel frattempo erano scesi in sciopero. Il gesto sollevò grande scalpore e unitamente a molte recriminazioni giunsero, nel giro di poche settimane, le sollecitate risorse.
Nel 1993, la città di Venezia, con petizione popolare, ha onorato la sua memoria dedicandogli al Lido di Venezia il tratto del lungomare che fiancheggia l'aeroporto "Nicelli".

## Opere
- L'altra sponda (Note d'una crociera adriatica), introduzione di Nello Quilici, Ferrara, S.A.T.E., 1928.
- Rinascita Polesana, introduzione di Curzio Suckert, Verona, Mondadori, 1924.
- Terre d'Italia, Rovigo, Officine Grafiche Corriere del Polesine, 1925.
- Le comunicazioni aeree in Africa e l'Italia, Roma, Fondazione A. Volta, 1938.